# Coffee Shop
Coffee Shop è una canzone dei Red Hot Chili Peppers. Si tratta del quarto singolo estratto dal loro sesto album in studio, One Hot Minute (1995).

## La canzone
È la quinta traccia sull'album, e fu pubblicata come singolo nel 1996 insieme ad un video promozionale. Si caratterizza per l'ampio uso di distorsioni chitarristiche.
Ad 1 minuto e 35 secondi vi è un interludio di Flea, che suona un assolo di basso usando un pedale wah wah mentre Dave Navarro inserisce un proprio accompagnamento di chitarra. A 2 minuti e 30 secondi, Flea suona un altro assolo su un riff di chitarra distorta di Navarro. La canzone termina con una forte distorsione.

## Il testo
Come per molte altre canzoni da One Hot Minute, "Coffee Shop" ha un testo criptico e spesso bizzarro.

## Curiosità
La traccia appare sull'album a metà tra il singolo "My Friends" (ballata acustica) e "Pea", suonata e cantata quasi solo da Flea. Ciò crea per molti ascoltatori un contrasto imprevedibile, dato che l'aggressiva "Coffee Shop" sembra iniziare e terminare in modo molto più orecchiabile.

## Tracce
1. "Coffee Shop (Album Version)"
2. "Coffee Shop (Live)"
3. "Give It Away (Live)"

- Le tracce live sono state registrate a Sydney, in Australia, il 14 maggio 1996.

## Formazione
- Anthony Kiedis - voce
- Dave Navarro - chitarra
- Flea - basso, cori
- Chad Smith - batteria, percussioni